# Westringia
Westringia is een geslacht uit de lipbloemenfamilie (Lamiaceae). Het bestaat uit struiken die voorkomen in alle staten van Australië, uitgezonderd de staat Northern Territory. Verder komen soorten voor op het eiland Norfolk, gelegen ten oosten van Australië.

## Soorten
- Westringia acifolia G.R.Guerin
- Westringia amabilis B.Boivin
- Westringia angustifolia R.Br.
- Westringia blakeana B.Boivin
- Westringia brevifolia Benth.
- Westringia capitonia G.R.Guerin
- Westringia cephalantha F.Muell.
- Westringia cheelii Maiden & Betche
- Westringia crassifolia N.A.Wakef.
- Westringia cremnophila N.A.Wakef.
- Westringia dampieri R.Br.
- Westringia davidii B.J.Conn
- Westringia discipulorum S.Moore
- Westringia eremicola A.Cunn. ex Benth.
- Westringia fruticosa (Willd.) Druce
- Westringia glabra R.Br.
- Westringia grandifolia Benth.
- Westringia kydrensis B.J.Conn
- Westringia longepedunculata B.Boivin
- Westringia longifolia R.Br.
- Westringia lucida B.Boivin
- Westringia parvifolia C.T.White & W.D.Francis
- Westringia rigida R.Br.
- Westringia rubiifolia R.Br.
- Westringia rupicola S.T.Blake
- Westringia saxatilis B.J.Conn
- Westringia senifolia F.Muell.
- Westringia sericea B.Boivin
- Westringia tenuicaulis C.T.White & W.D.Francis
- Westringia viminalis B.J.Conn & Tozer

... · 
Ajuga (Zenegroen) · 
Anisomeles · 
Ballota (Ballote) · 
Basilicum · 
Cleonia · 
Clinopodium (Steentijm) · 
Dasymalla · 
Galeopsis (Hennepnetel) · 
Glechoma · 
Haplostachys · 
Hemiandra · 
Hyssopus · 
Lagochilus · 
Lamiastrum · 
Lamium (Dovenetel) · 
Lavandula (Lavendel) · 
Leonurus · 
Lycopus · 
Marrubium · 
Melissa (Melisse) · 
Mentha (Munt) · 
Nepeta (Kattenkruid) · 
Ocimum (Basilicum) · 
Origanum (Marjolein) · 
Perovskia · 
Phlomis · 
Prunella (Brunel) · 
Renschia · 
Rosmarinus · 
Salvia (Salie) · 
Satureja (Bonenkruid) · 
Scutellaria (Glidkruid) · 
Stachys (Andoorn) · 
Teucrium (Gamander) · 
Thymus (Tijm) · 
Vitex · 
Westringia · 
...